# Джаксен, Баден
Баден Джаксен (англ. Baden Jaxen; имя при рождении — Декстер Террес Стрикленд (англ. Dexter Terrez Strickland); род. 1 октября 1990, Ньюарк, штат Нью-Джерси, США) — американский профессиональный баскетболист, играющий на позиции атакующего защитника.

## Карьера
В выпускной год в школе (2009) Джаксен был включён в различные сборные лучших школьников США (McDonald's All-American и Parade All-American honors).
С 2009 по 2013 год выступал за команду университета Северная Каролина, с которой доходил до «Топ-8» чемпионата NCAA (2011 и 2012).
В 2013 году Джаксен не был выбран на драфте НБА, но выступал в Летней лиге НБА за «Портленд Трэйл Блэйзерс».
Профессиональную карьеру начал во Франции в команде СОМБ. В 2014 году выступал в D-лиге за «Айдахо Стэмпид», весной 2015 года — за «Лос-Анджелес Ди-Фендерс». Сезон 2015/2016 провёл в команде «Монктон Мираклс».
Большую часть сезона 2016/2017 Джаксен провёл в чемпионате Кипра в составе команды ЭТА и стал лучшим снайпером регулярного чемапионата (21,9 очка в среднем за матч). Концовку сезона отыграл в Греции в команде «Промитеас». Следующий сезон (2017/2018) провёл в чемпионате Катара.
Сезон 2018/2019 Джаксен начал в составе рижского ВЭФ. Приняв участие 7 матчах Единой лиги ВТБ Баден набирал 6,3 очка, 2,3 подбора, 1 передачу в среднем за игру.
В январе 2019 года перешёл в «Самару». Джаксен стал лучшим снайпером команды в регулярном чемпионате Суперлиги-1, в среднем за матч набирая 16,5 очка, а затем помог самарскому клубу завоевать чемпионский титул (11,7 очка за матч в плей-офф).
В июле 2019 года Джаксен подписал новый контракт с «Самарой».
В августе 2020 года Джаксен стал игроком «Одессы». В октябре 2020 баскетбольный клуб «Одесса» расторг контракты с Баденом Джаксеном и Дрю Брэндоном из-за пьяной драки в баре.

## Достижения
- Чемпион Суперлиги-1 дивизион: 2018/2019